# 삼방초등학교 (전북)
삼방초등학교는 대한민국 전라북도 무주군 적상면 상비길 8-14(삼유리)에 있었던 공립 초등학교이다.

## 연혁
- 1949년 9월 1일 적상국민학교 삼방분교장 개교
- 1953년 4월 30일 삼방국민학교로 승격 인가
- 1954년 7월 31일 이동분교장 설립인가
- 1956년 1월 1일 벽지학교(라지역)로 지정
- 1987년 3월 2일 병설유치원 인가
- 1991년 2월 28일 이동분교장을 통폐합
- 1996년 3월 1일 삼방초등학교로 개칭
- 2008년 3월 1일 폐교(적상초등학교로 통합)